# Paul Gehler
Paul Gehler (* 2. Februar 1921 in Rorschach; † 5. November 2005 in Bassecourt) war ein Schweizer Politiker (BGB/SVP). Von 1971 bis 1979 vertrat er den Kanton Bern im Nationalrat.

## Biografie
Der Sohn von Charles-August Gehler und Maria Gehler (geb. Züllig) studierte Medizin an den Universitäten Fribourg und Bern. Anschliessend absolvierte Gehler Praktika in Strassburg und Paris, ausserdem erlernte er Kriegschirurgie in Paris und Berlin. Nachdem er in Basel als Assistenzarzt gearbeitet hatte, eröffnete er 1951 eine Praxis in Bassecourt. Für seine medizinische Tätigkeit ehrte ihn die Gemeinde Saint-Ursanne mit dem Ehrenbürgerrecht. In der Schweizer Armee hatte er den Rang eines Oberstleutnants.
Gehler positionierte sich in der Jurafrage als entschiedener Gegner der Separatisten, häufig kam es deswegen zu Auseinandersetzungen mit den militanten Béliers. 1965 gründete er die Jugendbewegung Jeunesses civiques du Jura bernois, aus der später die Sangliers entstanden. Als Kandidat der BGB wurde er 1970 in den Grossen Rat des Kantons Bern gewählt, dem er bis 1975 angehörte. Für die SVP (Nachfolgerin der BGB) sass er ab 1971 im Nationalrat. Dort war er Präsident der Kommission für Wissenschaft und Forschung. Darüber hinaus war er Präsident der jurassischen Sektion der SVP und des Redaktionsausschusses der Parteizeitschrift Le Pays jurassien. Von 1976 bis 1978 gehörte Gehler als einer der wenigen Berntreuen der verfassunggebenden Versammlung des Jura an, die eine neue Verfassung für den Kanton Jura ausarbeitete. Nachdem er von der SVP nicht für die Berner Regierungsratswahlen nominiert worden war, zog er sich 1979 aus der Politik zurück.
Gehler war mit Anita verheiratet und hatte vier Kinder; sein Sohn Jean-Paul Gehler war ebenfalls Nationalrat.